# Microserica cognata
Microserica cognata är en skalbaggsart som beskrevs av Frey 1972. Microserica cognata ingår i släktet Microserica och familjen Melolonthidae. Inga underarter finns listade i Catalogue of Life.